# Anna Bauseneick

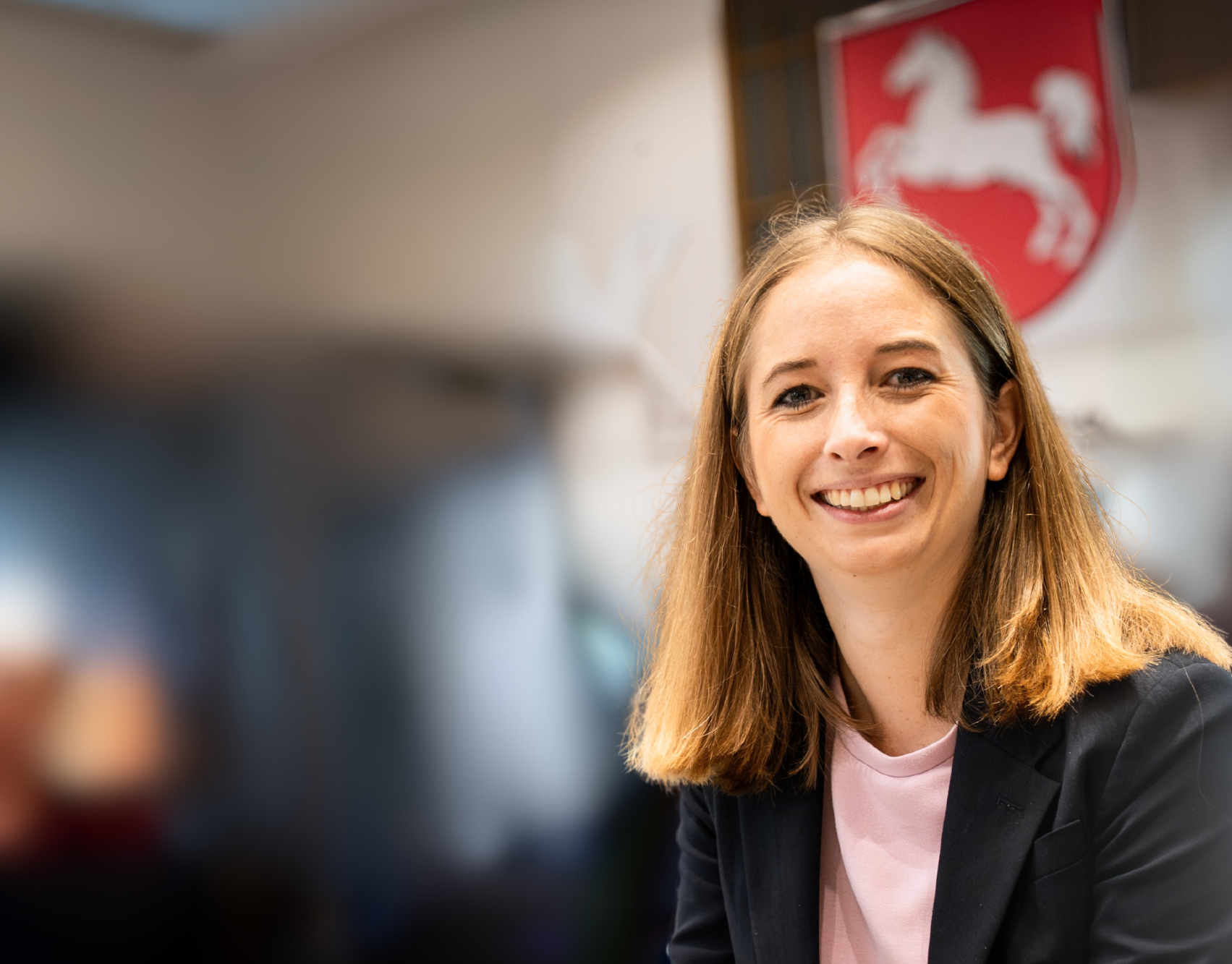
Anna Bauseneick (2025)

Anna Mareike Bauseneick (* 11. Januar 1991 in Seesen) ist eine deutsche Politikerin (CDU). Seit 2022 ist sie Abgeordnete des Niedersächsischen Landtags.

## Leben
Anna Bauseneick wurde am 11. Januar 1991 im Harz geboren und wuchs dort auf. Nach ihrem Abitur ging sie für ein Jahr in die USA. Sie studierte Rechtswissenschaften an der Universität Passau und erwarb anschließend einen Abschluss in Wirtschaftsrecht (LL.B.) an der Hamburger Fern-Hochschule (HFH). Bauseneick ist evangelisch, verheiratet und Mutter einer Tochter.

## Politik
Im Jahr 2017 trat Anna Bauseneick in die CDU ein. Dort ist sie stellvertretende Vorsitzende im Stadt- und Kreisverband Lüneburg der CDU. In der Mittelstands- und Wirtschaftsunion (MIT) bekleidet sie das Amt der stellvertretenden Kreis- und Bezirksvorsitzenden. Außerdem ist sie stellvertretende Kreisvorsitzende der Kommunalpolitischen Vereinigung (KPV) in Lüneburg. Ferner ist sie Mitglied in der Frauen Union (FU) und der Jungen Union (JU).
Seit 2021 ist sie Ratsfrau und seit 2023 stellvertretende Fraktionsvorsitzende der CDU-Stadtratsfraktion in der Hansestadt Lüneburg. Dort ist sie ständiges Mitglied im Jugendhilfeausschuss, im Schulausschuss, im Schulgrundsatzausschuss sowie beratendes Ortsratsmitglied im Ortsrat Oedeme und ist im Aufsichtsrat der Kurzentrum Lüneburg Kurmittel GmbH.
Bei der Landtagswahl 2022 trat sie als Direktkandidatin der CDU im Wahlkreis Lüneburg (49) an und zog anschließend über den Landeslistenplatz 26 der CDU in den Niedersächsischen Landtag ein.

## Niedersächsischer Landtag
Seit 2022 ist Anna Bauseneick Mitglied des 19. Niedersächsischen Landtags. Sie gehört der Oppositionspartei CDU an und ist Mitglied im Kultusausschuss und Vorsitzende des Ausschusses für Bundes- und Europaangelegenheiten und Regionale Entwicklung. Bis September 2023 war sie als Schriftführerin Mitglied des Präsidiums.